# Ferdinand de l'Epine
Ferdinand Dieudonné Henri de l'Epine (Frasnoy, 15 februari 1855 - Nantes, 25 augustus 1934) was een Belgisch edelman van Franse origine.

## Geschiedenis
- In 1813 werd Marie-Philippe Lépine, lid van het kiescollege in het département du Nord, tot chevalier d'empire verheven.
- In 1825 verleende koning Karel X van Frankrijk de titel baron, overdraagbaar bij eerstgeboorte aan Ferdinand de l'Epine, grootvader van Ferdinand (zie hierna).

## Levensloop
Ferdinand De l'Epine was een zoon van Dieudonné de l'Epine en Stéphanie Goupy de Beauvolers. Hij trouwde in 1877 in Sint-Gillis met barones Amelie de Vivario de Ramezée (1856-1920) en hertrouwde in 1920 in Nantes met Adrienne Delalande (1893-1980). Uit het eerste huwelijk sproten zes kinderen.
In 1901 werd hij opgenomen in de Belgische erfelijke adel met de titel baron, overdraagbaar bij eerstgeboorte.
Zowel hijzelf als zijn afstammelingen waren of zijn hoofdzakelijk op Frankrijk gericht.

## Afstammelingen
- Gaëtan de l'Epine (1878-1952) werd majoor in het Belgisch leger en was bibliofiel. Hij trouwde met Marie-Caroline de Meulenaer (1862-1944), dochter van de burgemeester van Bonlez. Het echtpaar bleef kinderloos.
- Jacques de l'Epine (1879-1918) was luitenant van de Force Publique in Belgisch-Congo.
- Charles de l'Epine (1887-1967) was districtscommissaris in Belgisch Congo. Hij trouwde in 1928 in Parijs met Yvonne del Marmol (1906-1996).
  - Henri-Jacques de l'Epine (1940- ), directeur van de afdeling immobiliën bij de Banque Nationale de Paris, trouwde in Parijs in 1968 met Monique de Roquemaurel (1942- ). Met afstammelingen tot heden.
  - Philippe-Robert de l'Epine (1944- ), directeur marketing bij Pechiney, trouwde in 1968 in Marseille met Christine Bouyrie (1944- ) en hertrouwde in 1980 in Parijs met Maria Macherey (1940- ).